# Friuli Aquileia Refosco dal peduncolo rosso superiore
Il Friuli Aquileia Refosco dal peduncolo rosso superiore è un vino DOC la cui produzione è consentita nella provincia di Udine.

## Caratteristiche organolettiche
- colore: rosso rubino violaceo intenso.
- odore: vinoso.
- sapore: asciutto, pieno, amarognolo.

## Abbinamenti consigliati
FORMAGGI, SELVAGGINA, POLENTA

## Produzione
Provincia, stagione, volume in ettolitri
- nessun dato disponibile